# Эбботт, Эрнест Виктор
Э́рнест Ви́ктор Э́бботт (англ. Ernest Victor Abbott; 1899 — 9 ноября 1980) — американский миколог и фитопатолог сахарного тростника, селекционер.

## Биография
Родился в городе Ашленд на юго-западе Орегона в 1899 году. Служил во время Первой мировой войны, затем окончил Университет штата Орегон со степенью бакалавра. Продолжив обучение в Колледже штата Айова, получил степень магистра, затем защитил диссертацию доктора философии.
Работал на Сельскохозяйственной экспериментальной станции штата Луизиана, впоследствии — на Экспериментальной станции Ла-Молина в Лиме. С 1930 года Эбботт — исследователь-фитопатолог Американской полевой станции по изучению сахарного тростника в городе Хоума на юге Луизианы. С 1950 года — руководитель станции.
Основным направлением исследований Эбботта было изучение болезней сахарного тростника, а также разработка устойчивых сортов растения для повышения урожайности. Занимался разработкой методов выборки линий, устойчивых к вирусу мозаики и гнилям.
Член Американского фитопатологического общества. Обладатель награды за превосходную службу Министерства сельского хозяйства США.

## Некоторые научные работы
- Gilman J. C., Abbott E. V. A summary of the soil fungi // Iowa State College Journal of Science. — 1927. — Vol. 1 (3). — P. 225—343.